# 国際連合安全保障理事会決議335
国際連合安全保障理事会決議335（こくさいれんごうあんぜんほしょうりじかいけつぎ335、英: United Nations Security Council Resolution 335）は、1973年6月22日に国際連合安全保障理事会で採択された決議である。東ドイツと西ドイツからの国際連合への加盟申請を別々に検討した上で、国際連合総会に対して両国の加盟を承認するように勧告を行った。